# Ilías Jatzipavlís
Ilías Jatzipavlís (en griego: Ηλίας Χατζηπαυλής; El Pireo, 24 de mayo de 1949) es un deportista griego que compitió en vela en la clase Finn.
Participó en cuatro Juegos Olímpicos de Verano entre los años 1972 y 1988, obteniendo una medalla de plata en Múnich 1972 en la clase Finn. Ganó una medalla de bronce en el Campeonato Europeo de Finn de 1974.

## Palmarés internacional
| Juegos Olímpicos   | Juegos Olímpicos | Juegos Olímpicos  | Juegos Olímpicos |
| Año                | Lugar            | Medalla           | Clase            |
| ------------------ | ---------------- | ----------------- | ---------------- |
| 1972               | Múnich (RFA)     | Medalla de plata  | Finn             |
| Campeonato Europeo |                  |                   |                  |
| Año                | Lugar            | Medalla           | Clase            |
| 1974               | Niendorf (RFA)   | Medalla de bronce | Finn             |